# Kaplica św. Jana Złotoustego w Rybakach
Kaplica pod wezwaniem św. Jana Złotoustego – prawosławna kaplica filialna w Rybakach. Należy do parafii Podwyższenia Krzyża Pańskiego w Narwi, w dekanacie Narew diecezji warszawsko-bielskiej Polskiego Autokefalicznego Kościoła Prawosławnego.
Kaplicę wzniesiono w latach 1994–1997, poświęcono 24 czerwca 1997. Budowla murowana, jednokopułowa. Wnętrze obite boazerią. Obok kaplicy znajduje się wolnostojąca dzwonnica.
Główne święta obchodzone w kaplicy:
- uroczystość Świętych Bartłomieja i Barnaby; rocznica poświęcenia kaplicy – 24 czerwca (11 czerwca według starego stylu);
- uroczystość św. Jana Złotoustego (patronalna) – 26 listopada (13 listopada według starego stylu).